# Guido Reimer

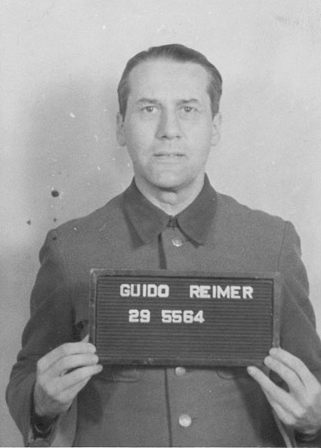
Guido Reimer im April 1947

Guido Reimer (* 31. Juli 1901 in Ronsperg; † unbekannt) war ein deutscher SS-Obersturmführer und Kommandeur des SS-Sturmbanns im KZ Buchenwald sowie Leiter der Spionage- und Sabotage-Abwehr im KZ Mauthausen.

## Leben
Reimer, Sohn eines sudetendeutschen Lehrers, war verheiratet und von Beruf gelernter Bankkaufmann. Zum 31. Oktober 1938 trat Reimer der SS bei (SS-Nummer 305.116). Vom 1. September 1939 bis zum Dezember 1944 war Reimer Angehöriger des SS-Sturmbanns im KZ Buchenwald. Zunächst fungierte Reimer als Spieß einer Wachmannschaft des SS-Sturmbanns und leitete von Februar 1942 bis zum August 1942 die zweite Wachkompanie des SS-Sturmbanns. Von August 1942 bis zum Dezember 1944 war er Adjutant im SS-Sturmbann. Zum 20. April 1943 wurde Reimer zum SS-Obersturmführer befördert. Im September 1943 wurde Reimer übergangsweise bis zum Mai 1944 Kommandeur des SS-Sturmbanns und löste in dieser Funktion Otto Förschner ab.
„Eine seiner ersten Maßnahmen als Kommandant des Sturmbanns bestand in dem Erlaß an die Wachmannschaften, auf die Häftlinge schon zu schießen, wenn sie sich innerhalb der Postenkette ihnen bis auf fünf Schritte näherten, während es bis dahin so gehandhabt worden war, dass erst geschossen wurde, wenn der Häftling die Postenkette überschritten hatte; er musste bei der nachfolgenden Feststellung mit dem Kopf in Fluchtrichtung liegen und den tödlichen Einschuß im Rücken haben. In täglichen Wachbelehrungen, die zweimal stattfanden, ließ Reimer die Mannschaften ununterbrochen gegen die Häftlinge scharf aufhetzen. Er blieb Kommandant bis zur Übernahme des Wachbataillons durch frühere Wehrmachtsoffiziere [...]..“
Von Herbst 1944 bis zum Dezember 1944 war Reimer zudem im KZ Mittelbau, einem ehemaligen Buchenwalder Nebenlager, eingesetzt. Anschließend wurde Reimer in das KZ Mauthausen versetzt und fungierte dort als Leiter der Spionage- und Sabotage-Abwehr bis Anfang Mai 1945. Am 2. Mai 1945 soll Reimer Louis Häfliger, einem Delegierten des Internationalen Komitees vom Roten Kreuz (IKRK), von den Plänen Himmlers berichtet haben, die Häftlinge der Lager Mauthausen sowie Gusen I und Gusen II in den umfangreich angelegten Stollensystemen in St. Georgen und Gusen einzusperren und durch Sprengung der Stollen zu töten. Häfliger erreichte mit Reimer und der Unterstützung des Vizebürgermeisters von St. Georgen/Gusen eine Patrouille von 23 Soldaten der 11. Panzerdivision der 3. US-Armee unter dem Kommando von Sergeant Albert J. Kosiek. Durch diese Intervention wurde das KZ Mauthausen am 5. Mai 1945 durch die US-Armee befreit und damit die geplante Sprengung des Stollensystems verhindert.
Nach Kriegsende wurde Reimer verhaftet und im Buchenwald-Hauptprozess, der im Rahmen der Dachauer Prozesse stattfand, mit 30 weiteren Beschuldigten angeklagt. Reimer wurde beschuldigt, alliierte Häftlinge misshandelt zu haben und als Kommandeur des SS-Sturmbanns für den Tod vieler Häftlinge verantwortlich gewesen zu sein. Am 14. August 1947 wurde Reimer zum Tode durch den Strang verurteilt, das Urteil wurde später in lebenslängliche Haft abgeändert.  Reimer wurde am 16. Dezember 1952 aus dem Kriegsverbrechergefängnis Landsberg entlassen. Über seinen weiteren Lebensweg ist nichts bekannt.